# Зэйр, Ричард
Ричард Зэйр (англ. Richard Neil Zare;  род. 19 ноября 1939 года, Кливленд, США) — американский учёный-химик, лауреат многих престижных премий. Труды по химии лазеров и спектроскопии. Доктор философии Гарварда (1964), учился у Дадли Хершбаха. Именной профессор (Marguerite Blake Wilbur Professor) Стэнфорда. Прежде сотрудник Массачусетского технологического института, Университета Колорадо и Колумбийского университета.
Член Национальной академии наук США и Американской академии искусств и наук (обеих — с 1976), Американского философского общества (1991), иностранный член Лондонского королевского общества (1999), Шведской королевской академии наук и Китайской академии наук (обеих - с 2004).
Почётный член Китайского химического общества (2010) и Японского общества аналитической химии (2011). Являлся председателем Национального совета по науке.
25-й наиболее цитируемый химик за период с 1981 по 1997 год. В 2011 году 27-й наиболее цитируемый из ныне живущих химиков (индекс Хирша = 105). Текущий индекс Хирша, по версии Google Scholar, — 129.
Автор более 700 публикаций и более 50 патентов, опубликовал четыре книги, среди которых популярный учебник.

## Награды и отличия
- 1981 — Earle K. Plyler Prize for Molecular Spectroscopy[англ.]
- 1983 — Национальная научная медаль США
- 1985 — Премия Ирвинга Ленгмюра[англ.]
- American Chemical Society's Harrison Howe Award (1985)
- 1986 — Michelson–Morley Award[англ.]
- 1986 — Мемориальные лекции Вейцмана
- 1990 — Премия Уилларда Гиббса
- 1991 — Премия Петера Дебая[англ.]
- 1991 — Премия НАН США по химическим наукам[англ.]
- 1993 — Премия имени Дэнни Хайнемана
- 1993 — Премия Харви
- 1997 — Премия столетия
- 1999 — E. Bright Wilson Award in Spectroscopy[англ.]
- 1999 — Welch Award in Chemistry[англ.]
- 2000 — Премия Артура Шавлова по лазерной физике[англ.]
- 2001 — Charles Lathrop Parsons Award[англ.]
- 2001 — Фарадеевская лекция
- 2004 — James Flack Norris Award for Outstanding Achievement in the Teaching of Chemistry[12]
- 2005 — William H. Nichols Medal Award[англ.]
- 2005 — Премия Вольфа по химии[13]
- 2009 — Медаль Ф. А. Коттона[нем.]
- 2009 — BBVA Foundation Frontiers of Knowledge Award
- 2010 — Медаль Пристли[14], высшая награда Американского химического общества
- R. B. Bernstein Award in Stereodynamics (2010)
- Международная премия короля Фейсала (2011, совместно с Дж. Уайтсайдсом)[15]
- Эйнштейновский профессор Китайской АН (2011)
- Torbern Bergman Medal (2012)
- China International Science and Technology Cooperation Award (2012)[16]
- Othmer Gold Medal[англ.] (2017)